# August Jäger (Autor)
August Jäger (* 13. August 1808 in Ringelheim, Königreich Westphalen, später Königreich Hannover, heute Salzgitter; † 8. Dezember 1848 in Nietleben) war ein deutscher Schriftsteller. Bekannt ist er unter seinem Pseudonym August von Schlumb.

## Leben
Als Sohn des Oberamtmanns Heinrich Jäger und seiner Frau Wilhelmine geb. Jacobs bezog August Jäger im Oktober 1819 als Stadtscholarius das Paedagogium der Franckeschen Stiftungen in Halle (Saale). Für seinen 1821 verstorbenen Vater wurde der Kaufmann Schmitz aus Harbke als Vormund bestellt. Im September 1826 wohl wegen mangelnder Sittlichkeit von der pietistischen Anstalt relegiert, machte er das Abitur an einem anderen Gymnasium. Schon am 25. Oktober an der Universität Jena für Evangelische Theologie immatrikuliert, renoncierte er beim Corps Franconia Jena. Noch Theologiestudent, ging er im Sommersemester 1829 an die Friedrichs-Universität Halle und wurde auch bei seinem Kartellcorps Marchia Halle aktiv. Als Sekundant bei einem tödlich verlaufenen Duell wurde er zu Festungshaft verurteilt, die er in der Festung Magdeburg absaß. Nach dem vergeblichen Versuch, bei einem französischen Linienregiment unterzukommen, meldete er sich in Straßburg zur Fremdenlegion. Nicht Offizier, sondern nur Vize-Korporal geworden, kam er nach anderthalb Jahren frei, indem er beim Truppenarzt Kurzsichtigkeit vortäuschte. Der Bericht über diese Zeit wurde sein literarischer Erstling.

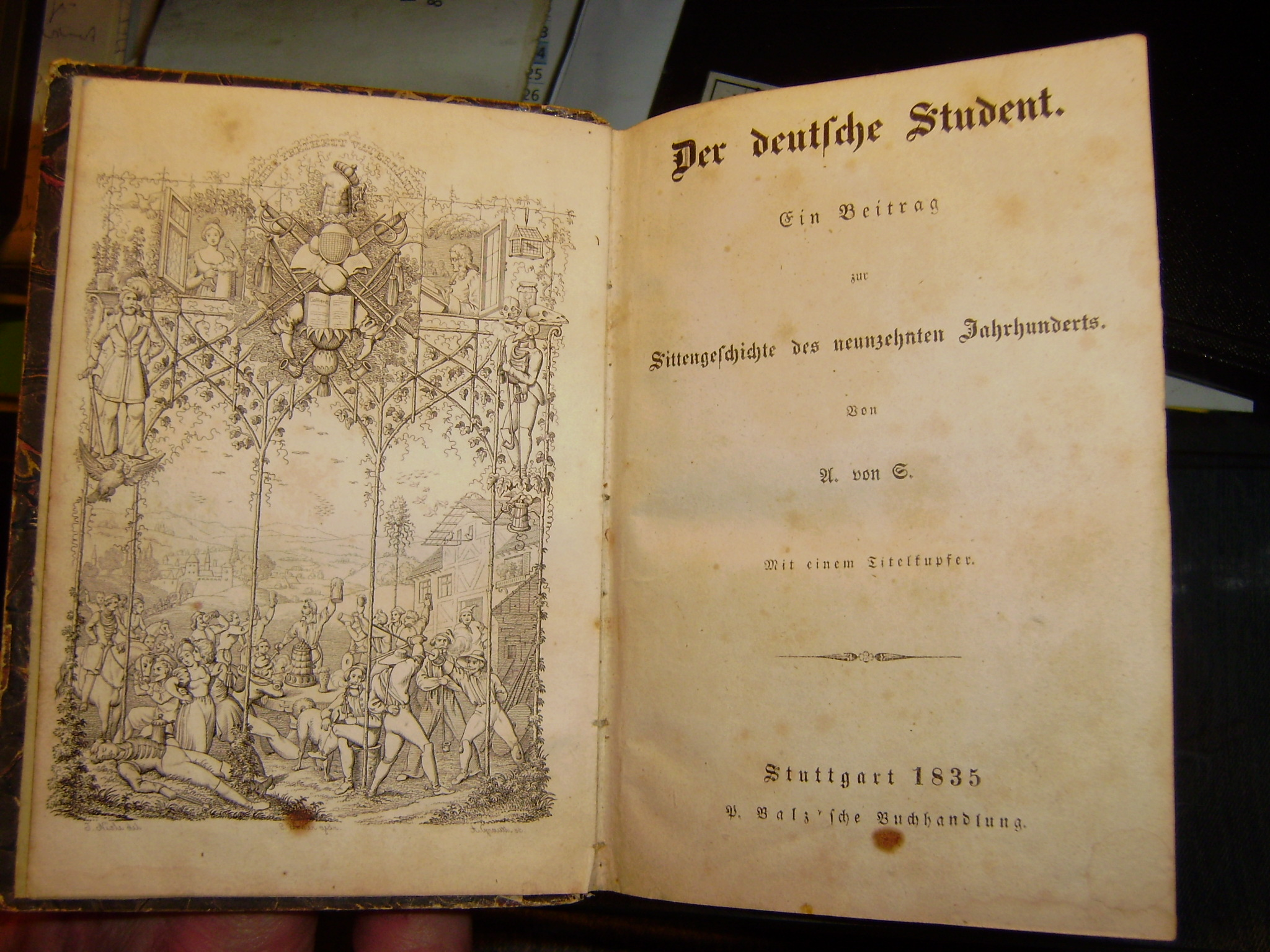
Der deutsche Student (1835)

Im Wintersemester 1833/34 kehrte er nach Deutschland und blieb zwei Semester an der Ruprecht-Karls-Universität. Hier entstand Felix Schnabel oder Der deutsche Student. Der „Beitrag zur Sittengeschichte es neunzehnten Jahrhunderts“ hat autobiographische Elemente, ist aber weder Autobiographie noch Tatsachenbericht (D. Herzog). Jägers Alter Ego Felix Schnabel trägt die Bänder von fünf Corps, darunter Franconia Jena, Marchia Halle, Hildesia Göttingen und Saxo-Borussia, und besucht alle damaligen Senioren-Convente. Aus eigener Anschauung kannte Jäger nicht nur Jena, Halle und Heidelberg, sondern auch Erlangen, Würzburg, Marburg, Gießen, Tübingen, Freiburg, München und Straßburg. Die humorvollen Schilderungen sind (manchmal noch heute) treffend und oft sarkastisch. Der Roman setzt auch Jägers Pudel ein Denkmal; als Corpshund begleitete er Jäger/Schnabel auf vielen Reisen und Kneipen. Otto Julius Bierbaum brachte das Standardwerk der studentischen Literatur 1907 in Berlin neu heraus. Ein neuerlicher Nachdruck erschien 1972 in Graz, eine überarbeitete Ausgabe der Fassung von 1835 erschien 2021 im WHB Verlag, Mönchengladbach. Eine überarbeitete Ausgabe der Fassung von 1907 mit Auszügen aus dem Burschicosen Wörterbuch, 1846 unter dem Pseudonym „Dr. rer. cneip. Vollmann“ erschienen, kam 2022 im Verlag C.W. Leske, Düsseldorf heraus.
Ohne ein Examen gemacht zu haben und politisch unbedrängt, floh Jäger dem Metternichschen Druck des Vormärz. Er suchte den Verkehr mit liberalen und demokratischen Kreisen. Nach einem Zwischenspiel in Zürich lebte er 1835/36 unter deutschen Emigranten und Studenten in Paris. Seit 1837 in London, übersetzte er Werke des Essayisten William Hazlitt. Seit 1839 wieder in Deutschland, arbeitete er in Leipzig an der 8. Auflage der Brockhaus Enzyklopädie mit. In Köthen war er häufiger Gast des Bankiers von Behr, dessen Sohn Alfred er als Medizinstudenten in Paris kennengelernt hatte. Am Stammtisch der Liberalen polemisierte er gegen die höfischen Verhältnisse in Anhalt-Köthen. Anstoß erregte sein Genrebild „Der Roué“.
Augusts jüngere Bruder Carl war langjähriger Privatsekretär und Reisebegleiter von Hermann von Pückler-Muskau. So zum abenteuerlustigen Fürsten in Kontakt gekommen, schrieb August Jäger dessen erste Biografie. Auf dem Titelblatt firmiert er zum ersten Mal als Dr. phil. Wo und worüber er promovierte, ist nicht bekannt. Sein letztes Buch befasst sich mit dem Araber (Pferd).
An einer Syphilis erkrankt, wurde er im Juni 1847 in die Provinzial-Irrenanstalt Halle-Nietleben eingewiesen. Dort starb er anderthalb Jahre später im 41. Lebensjahr. Seine Mutter überlebte ihn in Halle.

## Bedeutung
Jäger ist die wohl älteste Darstellung der Jenenser Bierstaaten zu verdanken.
Eine Akte zu Jägers Leben ist im Archiv des Corps Franconia Jena erhalten. Wilhelm Fabricius hat in den Academischen Monatsheften XVI (1900) und XXIV (1908) über Jäger berichtet. Zeitgenössische Schilderungen von Jägers Persönlichkeit sind einem Jenaer Burschenschafter und einem demokratischen und antiklerikalen Publizisten zu verdanken.
Jägers Werk wurde zum Teil von bedeutenden Verlagen (Hoffmann und Campe, Metzler, Engelmann) gedruckt. Im Wesentlichen geht es in den 20 Bänden um Nordafrika und die Corps. Wenn auch „im unteren Teil des Parnass“, ist Der deutsche Student noch heute vergnüglich und dürfte nicht nur Studentenhistoriker, sondern auch Schlaraffen interessieren (D. Herzog).

„Einer der unterhaltendsten Gesellen dieser Schar [in Köthen] war der unter dem Kneipnamen Schlump bekannte ... Dr. Jäger, ein unerschöpflicher Erzähler der seltsamsten Abenteuer, ein moderner Münchhausen, der wie sein Vorbild auf Kosten der Wahrheit durch die wunderbarsten Geschichten die Zuhörer fesselte und ergötzte.“

## Werke
- Der Deutsche in Algier oder zwei Jahre aus meinem Leben, Stuttgart 1834.
- Felix Schnabel´s Universitätsjahre oder Der deutsche Student. Ein Beitrag zur Sittengeschichte des neunzehnten Jahrhunderts, neu bearbeitete Auflage der Ausgabe von 1835, ISBN 978-3-943953-05-3, WHB Verlag, 2021.
- Der Deutsche in Paris, Bd. 1–2, Hamburg-Altona 1838.
- Schweizer Skizzen, Leipzig 1838.
- Der Deutsche in London – ein Beitrag zur Geschichte der politischen Flüchtlinge unserer  Zeit, 2 Bände. Leipzig 1839.
- Neuestes Gemälde von London. Ein Wegweiser durch die englische Hauptstadt, 2 Bände. Hamburg 1839.
- Ben Mussa´s, des Abgesandten von Abdl-Kadr, Briefe über Frankreich, Holland, Belgien und England, frei nach dem Beduinischen, Bd. 1–2. Leipzig 1840.
- Ben Mussa’s, des Abgesandten von Abdl-Kadr, Briefe über Deutschland, Bd. 3, Leipzig 1840.
- Die Eroberung von Constantine, Bd. 1–2, Leipzig 1840.
- Skizzen und Erinnerungen aus Algier und Algerien, Leipzig 1840.
- Das Leben des Fürsten von Pückler-Muskau, Stuttgart 1843.
- Der Roué. Modernes Genrebild, Bd. 1–2, Reutlingen 1844.
- Das orientalische Pferd und das Privat-Gestüte Seiner Majestät des Königs von Württemberg. Eine hippologische Monographie für Züchter, Freunde und Kenner von edlen Pferden. Stuttgart 1846 und 1861. Faksimile bei Olms, Hildesheim, New York 1973.
- Felix Schnabels Universitätsjahre oder Der deutsche Student. Ein Beitrag zur Sittengeschichte des neunzehnten Jahrhunderts, eingeleitet und mit Bemerkungen aus dem „Burschicosen Wörterbuch“ (Ragaz 1846) versehen von Otto Julius Bierbaum, Berlin 1907.